# Amnesiac (filme)
Amnesiac, lançado no Reino Unido como Unconscious (bra: Amnésia), é um filme de mistério estadunidense de 2014, dirigido por Michael Polish e escrito por Mike Le e Amy Kolquist.

## Sinopse
O filme começa com uma família de três pessoas viajando pela estrada. A cena termina com uma criança gritando, e o protagonista masculino (Wes Bentley) é visto descansando em uma cama, em uma grande sala, anexada a equipamentos hospitalares. A protagonista feminina (Kate Bosworth) o visita vestido com trajes formais de negócios, que é um tema frequentemente recorrente no filme.
O protagonista masculino é mostrado para desconfiar da protagonista feminina, que afirma ser sua esposa. Quando ela sai para realizar tarefas, o protagonista masculino explora a casa. Depois de folhear um álbum de fotos, ele procura no porão onde encontra um projetor de filmes, ferramentas médicas, gráficos e livros de anatomia e um cadáver escondido em um armário. Ele confronta a protagonista quando ela volta para casa, que explica que o cadáver é seu primeiro marido antes de deixar o homem inconsciente e drogá-lo.
O protagonista masculino acorda contido em uma cama, sua captora sendo a protagonista feminina. Ela administra o tratamento de choque, dizendo a ele que ele deve fornecer uma família para ela, se desejar que a provação termine. Quando perguntada por que o álbum de fotos não contém fotografias da protagonista feminina de seu falecido marido, os dois se envolvem em um confronto físico. Ele tenta subjugá-la, mas por sua vez é subjugado quando atingido por um vaso próximo. Ele é contido, mas escapa brevemente antes de ser inconsciente. Um carteiro visitante é morto pela protagonista feminina que empurra o corpo para o porão. Um detetive designa um policial para investigar um relatório sobre um visitante desaparecido, que é o carteiro.
Enquanto a protagonista desmembra o carteiro no andar de baixo, a policial chega à porta onde tenta entrar nas instalações e é imediatamente morta pela personagem feminina. É nesse ponto que o detetive começa a investigar as próprias instalações.
O protagonista masculino pergunta sobre a garotinha que vê em breves recordações de memória. A protagonista feminina revela uma garotinha em uma gaiola e afirma ser sua filha Audrey. Quando liberada, a garota pega uma faca e ataca. No entanto, a protagonista deixa Audrey inconsciente e a coloca em uma banheira.
O detetive aparece na porta da frente, interrompendo a protagonista feminina enquanto ela se prepara para realizar uma lobotomia no protagonista masculino. Depois de mandar o detetive embora, ela vai afogar Audrey na banheira. O personagem masculino se liberta e deixa sua captora inconsciente com a tampa do vaso sanitário, mas cai no chão enquanto a garota escapa da casa.
Ele acorda em uma cama de hospital, onde é entrevistado pelo detetive. Ao perguntar sobre a garota que se pensa ser sua filha, é revelado que ela é realmente a filha de Mason Williams. Ambos os protagonistas seqüestraram voluntariamente Audrey na esperança de que o dinheiro do resgate pagasse pelos tratamentos de fertilidade da protagonista. O protagonista masculino afirma que sua ex-captora matou todas as pessoas descobertas na casa, mas o detetive revela que ela nunca foi encontrada.
Vestida como enfermeira, a protagonista infiltra-se no hospital e sacrifica seu ex-refém.[carece de fontes?]

## Elenco
- Kate Bosworth como mulher
- Wes Bentley como homem
- Olivia Rose Keegan como Audrey
- Shashawnee Hall como detetive
- Richard Riehle como carteiro
- Patrick Bauchau como doutor
- Mia Barron como oficial Rogers

## Produção
O filme foi produzido sob o título de trabalho Unconscious. Este título também foi usado para o lançamento do filme no Reino Unido.

## Mídia doméstica
O DVD do filme foi lançado em 6 de outubro de 2015.

## Recepção
O filme recebeu uma classificação de 27% no Rotten Tomatoes.
O filme foi recebido negativamente pelos críticos. De acordo com Dennis Harvey, da Variety, o estilo narrativo é insuficiente, com aspectos da trama, incluindo por que os protagonistas estão imersos em um ambiente fora do tempo, permanecem sem solução; o crítico também rejeitou a interpretação de Kate Bosworth. Brian Tallerico de RogerEbert.com classificou com uma estrela e meia em cinco, ele explicou como o roteiro não era capaz de oferecer material suficiente para um filme, enquanto um curta teria sido mais bem-sucedido; segundo Tallerico, o filme volta ao abismo entre "diversão brutal, ridícula e realismo", sem construir uma identidade cativante que torna as histórias e os personagens adequadamente interessantes. John DeFore no The Hollywood Reporter o apresentou como "um filme de reféns extravagante e ineficaz".